# 2493 Elmer
2493 Elmer eller 1978 XC är en asteroid i huvudbältet som upptäcktes den 1 december 1978 av Harvard College Observatory. Den är uppkallad efter astronomen Charles Elmer.
Asteroiden har en diameter på ungefär 7 kilometer och den tillhör asteroidgruppen Gefion.